# 濛陽縣
濛陽縣是唐代儀鳳二年，分九隴縣、雒縣、什邡縣三縣置，屬益州。垂拱三年屬彭州。宋代仍屬彭州，在濛江之水北，洪武十年五月併入彭縣。